# Ángel Díaz Sol
Ángel Díaz Sol (Madrid, 4 de junio de 1946) es un político, biólogo y profesor universitario español.

## Biografía
Licenciado en Biología, fue profesor de Genética y de Biología en la Universidad de Granada. Activo en la oposición al franquismo desde el Sindicato Democrático de Estudiantes Universitarios de Madrid (SDEUM) de la Universidad Complutense, es miembro del Partido Socialista Obrero Español desde 1975 y de la Unión General de Trabajadores (UGT) desde 1974. Fue diputado al Congreso elegido por la circunscripción electoral de la provincia de Granada desde la I hasta la VI legislatura de forma ininterrumpida. Después fue senador. Sus actividades parlamentarias se centraron en distintas áreas, de las que destacan los trabajos en las comisiones parlamentarias de Universidades, del Defensor del Pueblo (Vicepresidente durante cuatro años) y Política Social y de Empleo (Presidente durante ocho años). Fue ponente en las ponencias sobre el proyecto de ley regulador del régimen jurídico de organismos modificados genéticamente (1994) y para la proposición de ley de declaración del Parque nacional de Sierra Nevada (1998). En 2005 fue nombrado presidente de Autoridad Portuaria de Motril por la Junta de Andalucía.